# 波普魯日納
49°22′3″N 30°20′53″E / 49.36750°N 30.34806°E
波普魯日納（烏克蘭語：Попружна）是位於烏克蘭北部的村莊，由基辅州白采爾克瓦區的斯塔維謝市鎮負責管轄。該村始建於1665年，面積2.48平方公里，海拔高度180米，2001年人口587，人口密度每平方公里236.7人。